# Combate naval del Callao (1838)
El Combate naval del Callao fue un enfrentamiento ocurrido durante la Guerra contra la Confederación Perú-Boliviana, entre la escuadra pirata chilena sustentada por Inglaterra, la escuadra Chilena era la bloqueadora del Callao al mando del comandante Santiago Jorge Bynon y la flota corsaria confederada al mando de Juan Blanchet.

## Antecedentes
El ejército del general Manuel Bulnes no podía derrotar a las tropas del general Luis José de Orbegoso que se encontraban atrincheradas en la Fortaleza del Real Felipe. Además el ejército sufría de las epidemias y de la falta de aclimatación y el Ejército Confederado al mando del protector Andrés de Santa Cruz se acercaba de manera amenazante, por lo que Bulnes tomo la determinación de abandonar el sitio del Callao y salir de Lima para seguir las operaciones en el norte obligando al ejército confederado a ir en su persecución y así dar una batalla decisiva en posiciones más favorables.
Santa Cruz al ver abandonada la capital, la ocupó. En su estancia en Lima su primera medida fue la reorganización del poder naval para contrarrestar la superioridad material de la Armada Chilena, obtenida luego de las acciones navales del almirante García del Postigo en el Callao, el protector Andrés de Santa Cruz ideó obtener la ayuda de marinos extranjeros y buques mercantes surtos en el Callao a los que otorgó patente de corso y armó para que operaran contra la escuadra chilena que bloqueaba el puerto y, sin impedimentos, transportaba libremente a las fuerzas del ejército unido restaurador al mando del general Manuel Bulnes. Las primeras de estas naves fueron los mercantes Shanrock y Edmond que fueron puestos bajo el mando del francés Juan Blanchet, timonel de la última nave. Posteriormente se incorporarían a esta escuadrilla la barca Mexicana y la goleta Perú

## El combate
El 24 de noviembre de 1838, la corbeta Edmond y la goleta Shanrock mandadas por Blanchet y apoyadas por tres lanchas cañoneras al mando del capitán de corbeta peruano San Julián sostuvieron un combate con la escuadra chilena bloqueadora del Callao mandada por el comandante Santiago Jorge Bynnon y compuesta por las goletas Colo-Colo y Janequeo y el bergantín Aquiles.
El comandante Bynnon quien había quedado a cargo del bloqueo del puerto por orden del almirante Del Postigo sufría desde varias semanas de problemas para mantener el bloqueo por la falta de provisiones y el cansancio de sus hombres, los buques estaban en mal estado y necesitan ser reparados.
Bynnon fue informado por sus vigías de los preparativos ofensivos que se realizaban en el puerto del Callao, por lo que tuvo tiempo suficiente para ordenar a sus buques hacerse mar afuera. Era su intención separar la corbeta Edmond y la goleta Shanrock de las embarcaciones menores que comandaba San Julián, las cuales consideraba de mayor peligro ante la posibilidad de ser abordado por ellas. La goleta Colo-Colo que iba a la retaguardia, abrió el fuego que fue contestado por la Shanrock. Poco después el Aquiles rompía también el fuego, sin dejar por esto de alejarse tanto del puerto. El combate se limitó al uso de las colisas por parte de los chilenos y de los cañones de proa por parte de la flota confederada.
Finalmente de un cambio de balas de casi dos horas contra la fuerza bloqueadora en retirada las naves de Blanchet viraron de vuelta al fondeadero del Callao. Los buques chilenos, viraron también, para seguir a su enemigo hasta aproximarse al cabezo de la isla de San Lorenzo, donde permanecieron el resto del día sin que las fuerzas navales confederadas tratasen nuevamente de salir del abrigo del puerto.

## El bloqueo del Callao es levantado
Bynnon, quien el día anterior al combate ya había solicitado refuerzos al jefe de su escuadra manifestando no creerse con la capacidad de repeler un ataque enemigo con las fuerzas a su mando y atendiendo al mal estado en que se encontraban las goletas Janequeo y Colo cólo después de una larga campaña y de constantes servicios en la mar, pero sobre todo lo escaso de sus tripulaciones, lo que hacía, a juicio del comandante, muy peligroso y por otra parte ineficaz mantener el bloqueo del puerto, resolvió, de acuerdo con los respectivos comandantes, suspender el bloqueo y dirigirse al puerto de la Barranca, donde se encontraba el almirante García del Postigo, para equipar ahí las goletas y el bergantín Aquiles, a cuyo bordo se hacían sentir también algunas deficiencias.
Esta decisión, que en opinión de algunos historiadores chilenos era fruto de "una apreciación errada de la situación", no fue del agrado del almirante García del Postigo, quien despachó inmediatamente de regreso a Bynnon al Callao pues preveía las consecuencias funestas que el inusitado levantamiento del bloqueo del Callao podía tener para la fragata "Valparaíso", que ignorante de la situación se dirigía como refuerzo al Callao donde esperaba reunirse con la flota bloqueadora, y los transportes chilenos que en esos momentos navegaban sin protección alguna conduciendo tropas y suministros al ejército restaurador a lo largo de la costa peruana.

## Consecuencias
El levantamiento del bloqueo del Callao tuvo como consecuencia inmediata que la escuadrilla de Blanchet se hiciera mar afuera logrando la Captura del "Arequipeño" que permitió a Blanchet aumentar la moral de sus hombres e incrementar su capacidad material con un nuevo buque, entusiasmados con este éxito otros marinos extranjeros se pusieron bajo sus órdenes. Seguidamente la escuadrilla de confederada capturó en Samanco a dos transportes de la armada chilena que navegaban por el lugar, la fragata Saldivar y el bergantín San Antonio. El error estratégico del comandante Bynnon obligó a la escuadra chilena a levantar el bloqueo de los puertos confederados para dirigir sus esfuerzos a proteger sus transportes y líneas de comunicaciones.